# Lost Cities
Lost Cities ('Ciutats Perdudes') és un joc de cartes per a dos jugadors, creat per Reiner Knizia, amb una mecànica de joc i un sistema de puntuació originals. L'objectiu del joc és organitzar i realitzar el màxim nombre possible d'expedicions a diferents llocs del món; a més és possible contractar inversors que multiplicaran el valor de cada expedició. Al final del joc el guanyador és el jugador amb més punts.
Al seu torn cada jugador ha de col·locar una carta en una de les rutes, seguint l'ordre correlatiu dels nombres de cada color, o bé descartar una carta al centre del tauler i després robar una carta, sigui de la pila de cartes noves o les cartes superiors del centre del tauler. Posteriorment, passa el torn a l'altre jugador que repeteix la mecànica fins que no queden cartes per robar a la pila de cartes noves. Aleshores es compten els punts aconseguits per cada ruta.